# Чепак Анастасія
Бережна Надія Михайлівна|
Анастасі́я Чепа́к (нар. 5 липня 1985) — українська плавчиня і тренерка.

## З життєпису
Народилася 1985 року. Почала займатися синхронним плаванням у віці 10 років. Спочатку займалася гімнастикою, потім пішла зі спорту. Ірина Гребенникова порадила їй спробувати займатися синхронним плаванням. Згодом тренерка допомогла потрапити до збірної України. Входила до складу збірної України з синхронного плавання до 2008 року. Навчалася в Донецькому національному університеті.
2001 року брала участь у Чемпіонаті Європи з синхронного плавання серед юніорів, який проходив в Харкові. Здобула срібну медаль у командному заліку. На чемпіонаті Європи серед юніорів, що проходив у Москві, завоювала бронзову медаль у командному заліку. Виграла срібну медаль у довільній комбінації, та бронзову медаль у командній програмі на Чемпіонаті Європи з синхронного плавання серед юніорів-2003 в Андорра-ла-Велья.
Брала участь у Чемпіонаті світу з водних видів спорту-2003 в командних і довільних програмах, а також у Чемпіонаті світу з водних видів спорту-2007 у командних технічних і командних довільних програмах.
Чемпіонат Європи з водних видів спорту 2008 — бронзова нагорода; вона та Ганна Багірова; Надія Бережна; Дар'я Юшко.
2010 року кілька місяців тренувала збірну Таїланду. Через деякий час зазнала травми спини. Коли одужала, вирішила й далі займатися спортом. Знайомий тренер покликав її тренувати команду.
Тренувала в Єгипті з 2011 року у клубі «Gezira Sporting Club». У 2014—2016 роках була асистенткою тренера національної збірної Єгипту. Напередодні сезону 2017 року збірну Єгипту очолила головна тренерка Анастасія Чепак.